# Oh Seong-ok
Oh Seong-ok (født. 10. oktober 1972 (52 år) er en tidligere sydkoreansk håndboldspiller. Hun blev den første kvindelige håndboldspiller til at deltage ved fire OL-slutrunder (1992 til 2008).
I 1992 var hun en del af det sydkoreanske landshold og vandt guld. Hun spillede fem kampe og scorede 24 mål.
Fire år senere vandt hun sammen med landsholdet en sølvmedalje, der spillede hun også fem kampe og scorede der 20 mål.
I 2000 kom hun også med til OL, men kom ikke hjem med en medalje. Hun spillede alle syv kampe og scorede 35 mål
I 2004 vandt hun en ny sølvmedalje i Athen sammen med resten af landsholdet. Hun spillede der alle syv kampe og scorede 24 mål.
Hun har i alt spillet 114 landskampe for det sydkoreanske landshold.
Hun har tidligere spillet for den østrigske storklub Hypo Niederösterreich.